# Robečský potok

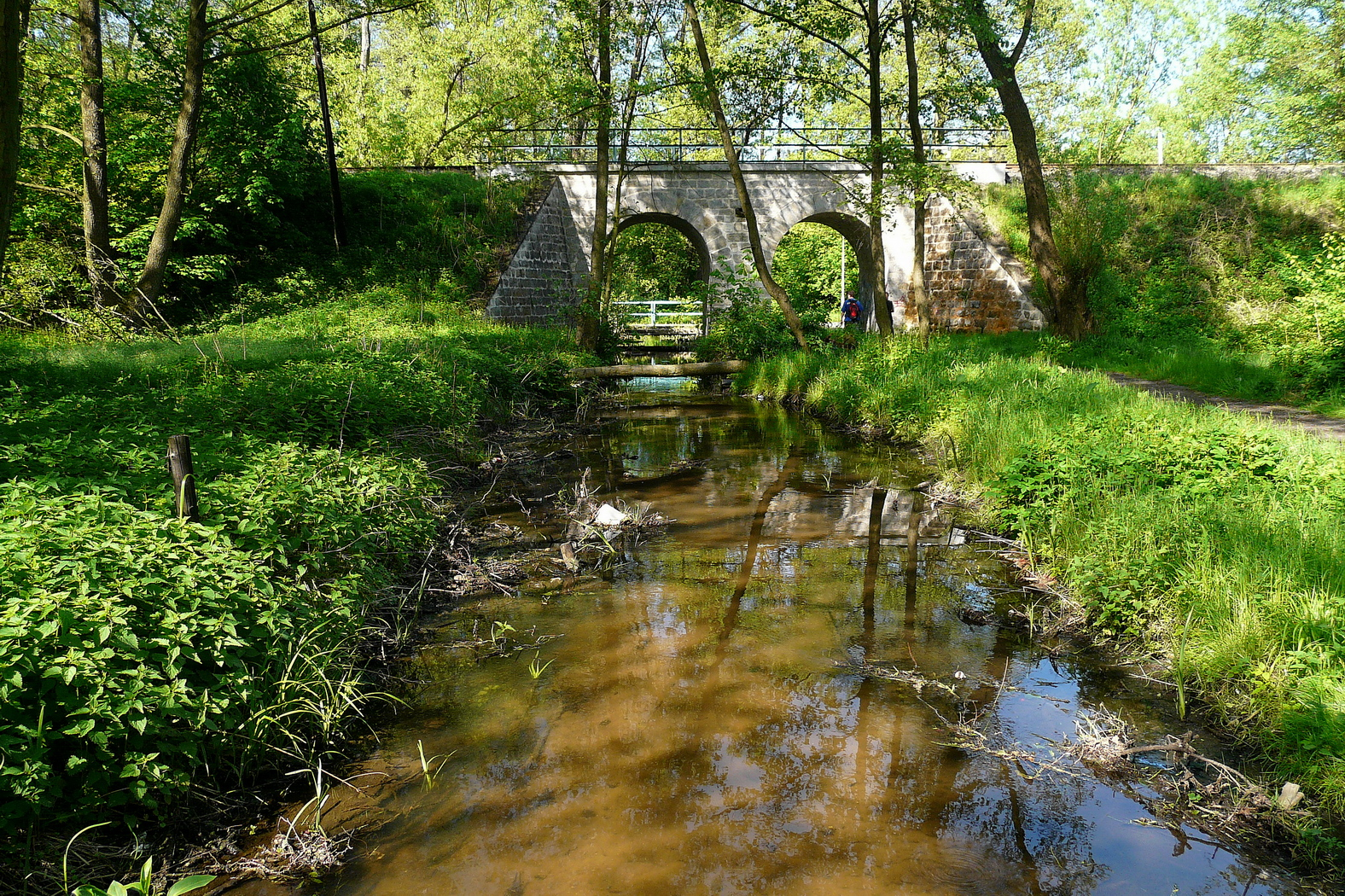
Oberlauf in Doksy

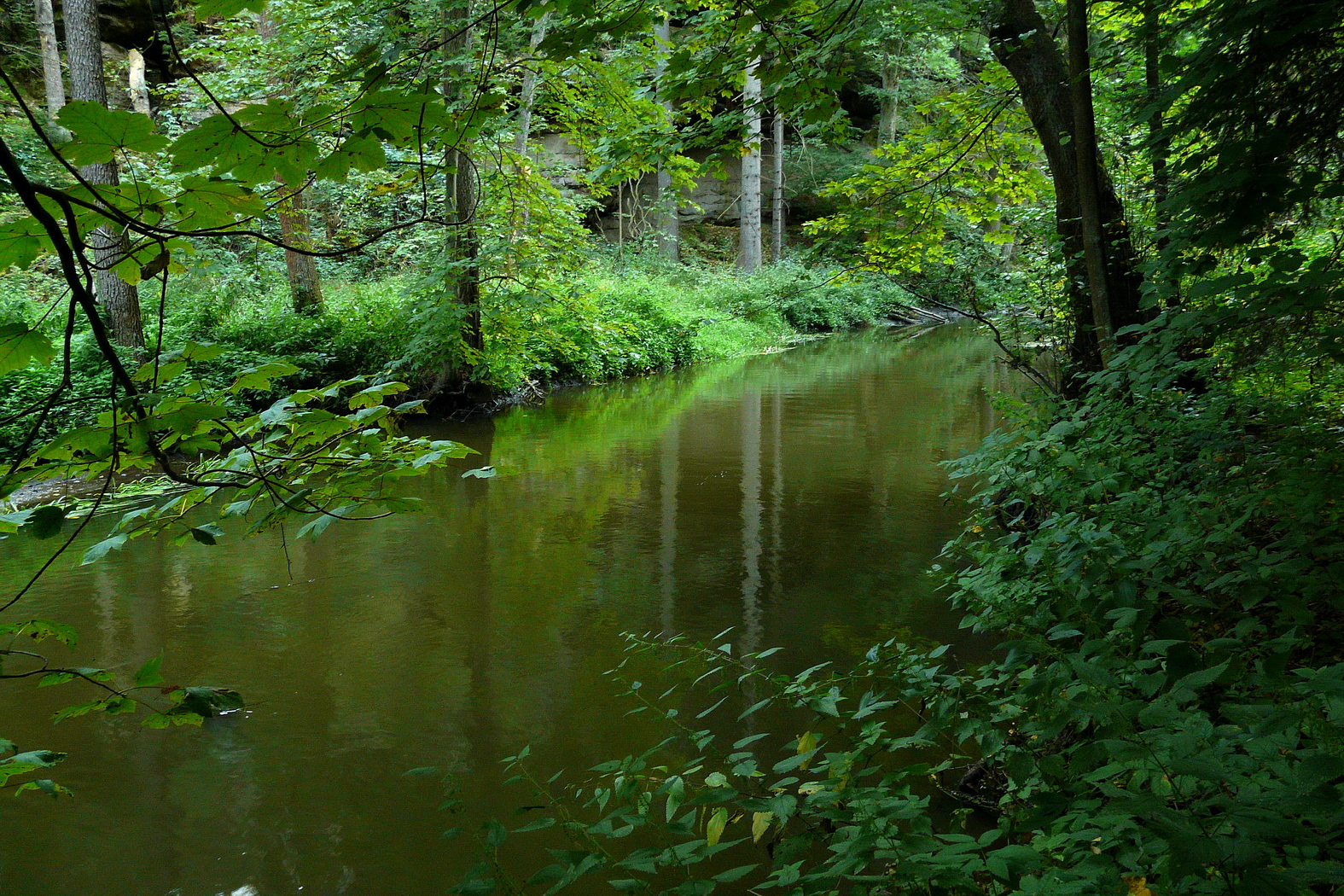
Unterlauf im Naturschutzgebiet Peklo

Der Robečský potok (deutsch Robitzer Bach, auch Robitzbach bzw. Neuschlosser Bach) ist ein linker Zufluss der Ploučnice in Tschechien.

## Verlauf
Der Robečský potok entspringt südlich von Okna in der zur Ralská pahorkatina (Rollberg-Hügelland) gehörenden Dokeská pahorkatina (Hirschberger Hügelland) und wird an seinem Oberlauf auch als Okenský potok bezeichnet. Der Bach fließt zunächst über die breite Ebene zwischen den Bösigen und dem Tachovský vrch (Tachner Berg, 445 m) durch Okna, Obora und Poslův Mlýn nach Norden. In Doksy, wo der Bach Dokský potok bzw. Dokeský potok genannt wird, nimmt er nordwestliche Richtung und wird am Kummergebirge bei Staré Splavy im Máchovo jezero gestaut.
Unterhalb des Máchovo jezero wird der Robečský potok auf seinem Mittellauf auch als Mlýnský potok bezeichnet. Dieser Abschnitt führt durch ein breites und sumpfiges Tal, das um den Hügel Konvalinkový vrch (290 m) seit 2012 auf einer Fläche von 38,8 ha als Nationales Naturdenkmal NPP Jestřebské slatiny geschützt ist. Bachabwärts liegen zu Seiten des Robečský potok die Orte Sluneční Dvůr, Provodín und Jestřebí. Linksseitig über dem Tal erhebt sich in Jestřebí der zerborstene Sandsteinfelsen mit den Resten der Felsenburg Jestřebí. Unterhalb von Jestřebí fließt der Robečský potok in den weitgehend versumpften Novozámecký rybník (Hirnsener Großteich), an dem die Orte U Cihelny, Karasy und U Staré Pošty liegen. Den Ablass des Teiches, der seit 1933 Teil des 357 ha großen Nationalen Naturdenkmals NPP Novozámecký rybník ist, bildet der 175 m lange Kanal Novozámecká průrva (Hirnsener Schlucken).
Der Unterlauf des Robečský potok führt vorbei an Zahrádky, dem Schloss Nový Zámek und Karba durch das tiefe Felsental Peklo (Höllengrund bzw. Karbenschlucht), das unterhalb von Karba seit 1967 auf einer Fläche von 67 ha als Nationales Naturdenkmal geschützt ist. Beiderseits der Schlucht liegen die Orte Krby, Nový Dvůr, Lisova Samota, Kvítkov, Hanelova Samota, Sosnová und Dvůr Robeč sowie die Reste der Felsenburgen Frýdlant und Zahrádky. Danach erreicht der Robečský potok das Tal der Ploučnice und fließt durch Robeč. Dort mündet der Bach nach 25,2 Kilometern in die Ploučnice.
Durch das Tal des Robečský potok führt die Bahnstrecke Bakov nad Jizerou–Ebersbach.
Gelegentlich wird auch der kürzere Břehyňský potok als der Oberlauf des Robečský potok angesehen und der Dokský potok als dessen Zufluss. Andere Quellen sehen den Dokský potok und Břehyňský potok als gleichwertige Quellbäche an, die sich im Máchovo jezero zum Robečský potok vereinigen, der demzufolge nur eine Länge von 15,8 Kilometer hätte.

## Zuflüsse
- Zbynská strouha (l), im Poselský rybník
- Břehyňský potok (r), im Máchovo jezero
- Jestřebský potok bzw. Liboška (l), in Jestřebí
- Bobří potok (l), durch die Mnichovská průrva im Novozámecký rybník

## Teiche
- Velká Pateřinka und Malá Pateřinka, in Obora
- Poselský rybník, zwischen Obora und Poslův Mlýn
- Čepelský rybník, in Doksy
- Máchovo jezero, zwischen Doksy und Staré Splavy
- Novozámecký rybník, zwischen Jestřebí und Zahrádky
- Horní Pekelský rybník und Dolní Pekelský rybník, oberhalb von Robeč